# HNK Kočerin
HNK Kočerin je bosanskohercegovački nogometni klub iz Kočerina kod Širokog Brijega.
Klub je trenutačno neaktivan u ligaškim natjecanjma, ali se ranije natjecao u Međužupanijskoj ligi HBŽ i ZHŽ. Klub je bio organizator malonogometnog turnira.
HNK Kočerin je svoje domaće utakmice igrao na igralištu SC Lipovice koje danas koristi HNK Mladost Široki Brijeg za potrebe svoje omladinske škole.